# 까트
까트(아랍어: قات)는 아프리카의 뿔과 아라비아 반도에 자생하는 속씨식물이다. 학명은 카타 에둘리스(Catha edulis)이다. 까트가 자생하는 지역의 사회들에서는 수천 년 전부터 까트를 씹는 것이 풍습화되어 전해져오고 있다. 까트는 식품의약품 분류 상 마약이다.

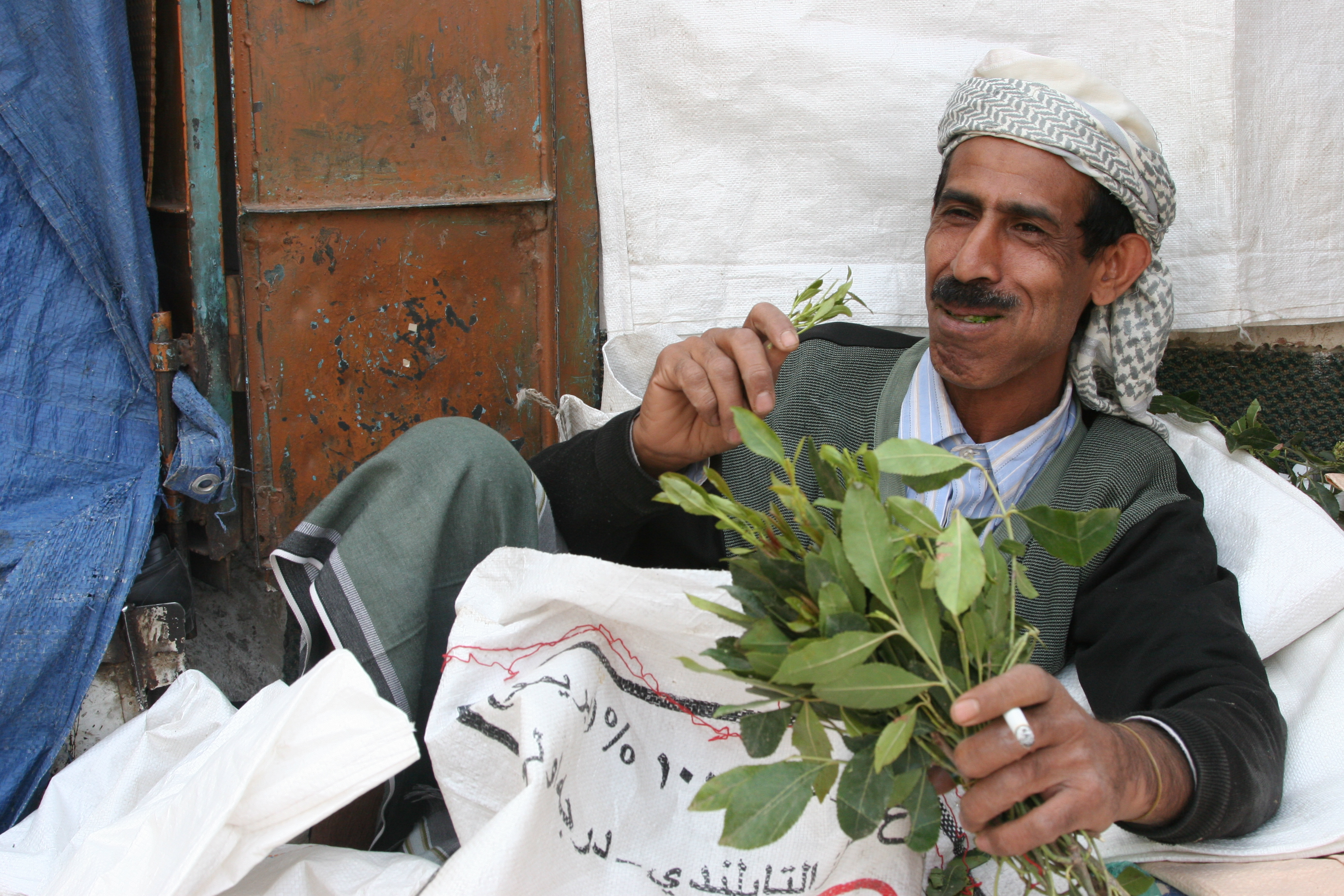
까트를 씹는 예멘 남자.

까트는 카티논이라는 모노아민 알칼로이드를 함유하고 있는데, 이 카티논은 암페타민과 유사한 각성제로, 흥분, 식욕감퇴, 희열감을 일으킨다고 알려져 있다. 1980년, 세계보건기구(WHO)는 까트를 중간 정도의 약물 중독을 일으킬 수 있다고 분류했다. WHO는 까트를 그렇게 심각하게 취급하지는 않는다. 단 마약단속국(DEA) 같은 마약퇴치 조직들은 까트를 주요 표적으로 삼고 있다. 까트는 캐나다, 독일, 미국 등의 나라에서 규제 약물로 지정되어 있다. 한편 지부티, 에티오피아, 소말리아, 예멘, 이스라엘에서는 생산 및 판매와 흡입이 합법이다. 대한민국은 카틴과 카티논을 마약으로 규정하여 까트의 반입이나 판매 사용은 처벌된다.
까트가 전세계적으로 널리 퍼지지 못하고 북아프리카와 중동 일대에서만 만연하고 있는데 그 이유가 까트 속에 있는 환각성분의 휘발성이 강하기 때문이다. 때문에 왼쪽 사진에서 까트를 씹는 예멘 남자를 보면 알 수 있듯, 까트를 복용할 때는 까트 잎을 뭉텅이로 씹어서 복용한다. 다만 까트가 농토를 황폐하게 만드는 주범이기도 한데 환각제로밖에 사용하지 못하는 작물인 주제에 재배시 물을 너무 많이 소비하기 때문이다.